# Konstantin Bogatyrev
Pour les articles homonymes, voir Bogatyrev.
Konstantin Petrovich Bogatyrev (en russe : Константин Петрович Богатырёв) (Prague, 12 mars 1925 - Moscou, 18 juin 1976) est un linguiste, traducteur, spécialiste de la littérature allemande, et poète russe.

## Biographie
Konstantin Petrovich Bogatyrev est le fils du célèbre folkloriste Petr Bogatyrev, un proche ami de Roman Jakobson qui est le parrain de Konstantin. 
À l'âge de trois ans, Bogatyrev rentre à Moscou en 1928 avec sa mère pour voir sa grand-mère, mais le visa pour le retour à Prague leur est refusé : son père ne les rejoint qu’en 1940.
Au début de la guerre, il entre à l'école d'infanterie de la Volga. Après la victoire, Bogatyrev qui sait parfaitement l’allemand devient l’ordonnance d’un colonel dans la zone d’occupation soviétique à Berlin.
Démobilisé, il entre à la faculté de philologie de l'université d’État de Moscou pour des études de germaniste. En 1951, Bogatyrev, alors en 3e année, est dénoncé par un informateur et arrêté : il est accusé de tentative de coup d'État et d'assassinat des membres du gouvernement, en fait d'avoir voulu faire sauter le Kremlin. Tout d'abord condamné à mort, sa peine est commuée en peine d'emprisonnement de 25 ans. Envoyé en déportation à Vorkoutlag, il commence à traduire ses poètes allemands favoris, connaissant par cœur les poèmes.
En 1956, sous Khrouchtchev, il est réhabilité et retourne à Moscou, où il est enfin diplômé de la Faculté de philologie de l'université de Moscou grâce à une thèse sur Charlotte à Weimar de Thomas Mann.
Il devient alors un remarquable traducteur des poètes de langue allemande, tout particulièrement de Rainer Maria Rilke, d'Erich Kästner - qu'il aimait depuis l'enfance et avec qui il correspondait depuis de nombreuses années, de Georg Trakl, Ingeborg Bachmann et de Paul Celan. Il traduit aussi des œuvres romanesques (notamment Mephisto de Klaus Mann...) et des pièces de théâtre (Hérode et Mariamne de Friedrich Hebbel, Don Juan, ou l'amour de la géométrie de Max Frisch, Hercule et les écuries d'Augias de Friedrich Dürrenmatt).
Il écrit aussi lui-même des poèmes, mais ne les prenant pas au sérieux, il finit par les détruire. Il est un proche ami de Boris Pasternak et de Guennadi Aïgui.
« Konstantin Bogatyrev avait une personnalité rayonnante ; mais à l’occasion, il ne mâchait pas ses mots. » S'il ne participe à aucun mouvement de dissidence, il signe cependant la protestation contre la condamnation de Siniavski et Daniel, et proteste publiquement contre l’exclusion de Alexandre Soljenitsyne de l’Union des écrivains, comme il témoigne sa solidarité à Andreï Sakharov quand il fait l’objet de persécutions (Sakharov qu'il fit d'ailleurs connaître à Aïgui).
Le 26 avril 1976, on ramasse Bogatyrev, le crâne fracassé sur le seuil de la maison des écrivains à Moscou. Victime d'un traumatisme crânien, inconscient, il est transporté à l’hôpital. Il ne se réveille que le 15 juin, refuse d'expliquer son agression et meurt trois jours plus tard. L’agresseur n’a jamais été retrouvé. On a soupçonné une expédition punitive du KGB.
Choqué de la mort de celui qu'il considérait comme son aîné, Aïgui lui dédiera par la suite de nombreux poèmes, notamment le recueil Festivités d’hiver.

## Source
- (ru) Cet article est partiellement ou en totalité issu de l’article de Wikipédia en russe intitulé « Богатырёв, Константин Петрович » (voir la liste des auteurs).